# 李光前 (1893年)

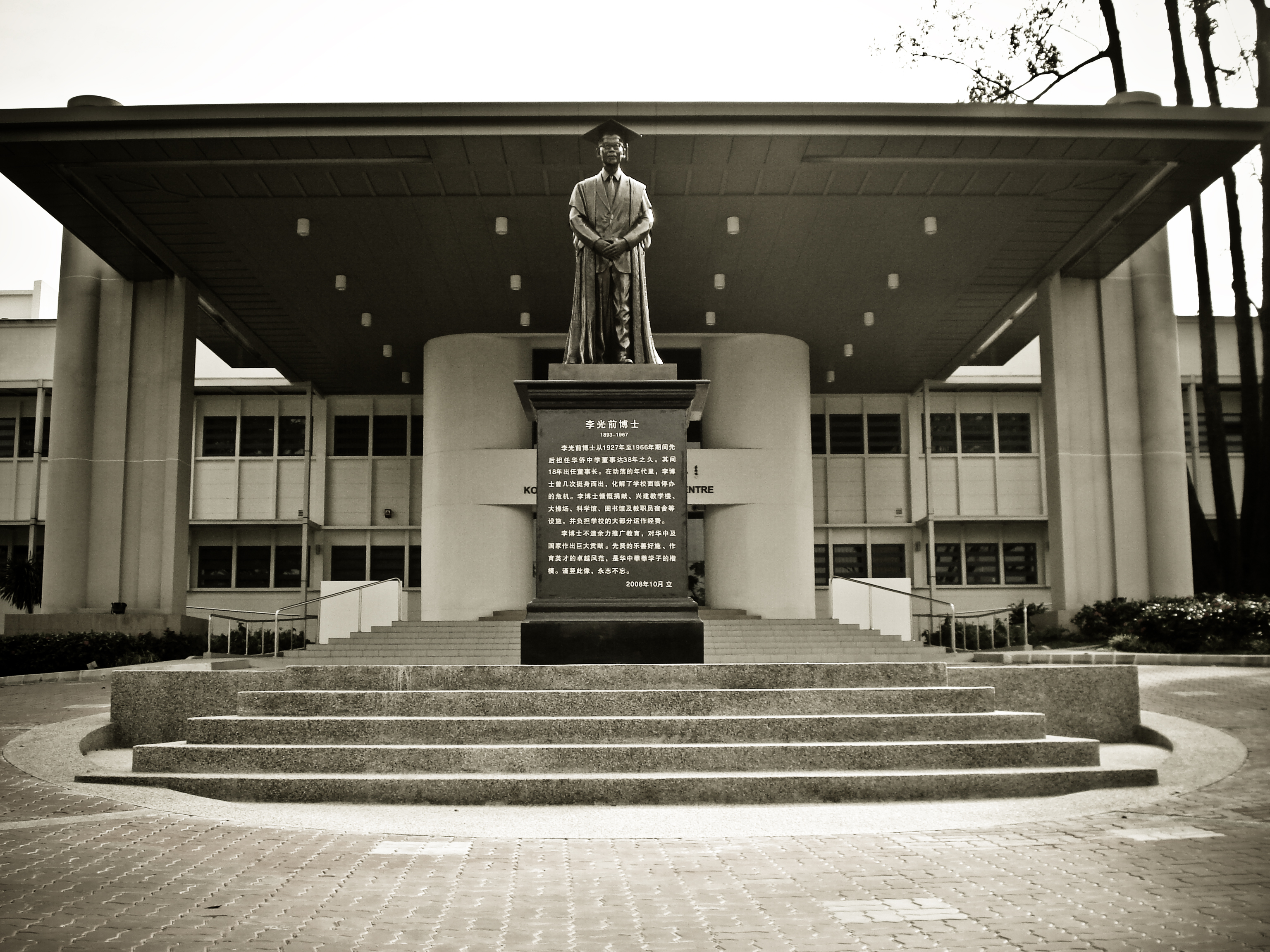
新加坡华侨中学李光前像

丹斯里拿督李光前（Lee Kong Chian；1893年10月18日—1967年6月2日），是新加坡与马来西亚一带的慈善家，世界十大富商之一。其岳父陈嘉庚是當地有名的慈善家和华侨企业家。

## 早年生活
李光前1893年于大清福建省泉州府南安县十六都芙蓉乡（今中华人民共和国福建省南安市梅山镇競豐村石馬埔）出生，并在当地接受小學教育。1903年，他随着其父亲李国专移居新加坡。在1909年返回中国，因为获得了奖学金并欲在中国完成学业，1911年入读唐山路矿学堂。

## 年鉴
- 1916年，因受新加坡华侨陈嘉庚赏识，加入其谦益公司。
- 1920年，同陈嘉庚先生女兒陈爱礼結婚。
- 1928年8月8日，与襟兄林忠国（林义顺之子）开设南益树胶公司，日后因此事業被称为橡胶大王。
- 1932年，接办陈嘉庚的《南洋商报》，并出任董事主席。
- 1934年，接任岳父成为东南亚华文中学南洋华侨中学董事长至1955年。
- 1937年，出任华侨银行（OCBC）主席至1967年病逝。同年与陈六使合组橡胶公会，并出任主席。
- 1939年，当选为第22届新加坡中华总商会会长。
- 1941年，二战前夕，其南益集团在新马已拥有超过30,000英亩的橡胶园与黄梨园，在新马泰印共有32间胶厂及36,000名员工与职员。同年太平洋战争爆发，因在美国出席世界树胶大会，因此滞留于美国。在美近四年间出任军政人员训练所讲师，为他们讲解东南亚的地理与风土民情。
- 由于二战间其园地被日军视为“敌产”而被没收。他于1945年11月回到新加坡时，南益受到严重的破坏。他用了约三年时间恢复原貌。

### 1950年代之後
1952年3月29日，创立「李氏基金」。据其子资料显示，至1993年已为社会捐助约七亿马币。

1953年陈六使先生建立南洋大学后，李光前承诺认捐所有捐款总数的10％，1,045,688新元，并很早把捐款付清。

因大力资助福建会馆建立的小学，福建会馆把学校取名为“光前学校”，但后来李光前知道后坚决不肯，派人把学校招牌的“前”字摘下，后会馆把学校易名为“光华学校”。

1954年宣布退休，长子李成义继承南益集团总裁，次子李成智、三子李成伟分别继承黄梨与银行业。据估计，南益当时资金已高达3亿新币。

1955年，与岳父合资捐助的中国厦门大学落成。

1957年，受柔佛州苏丹封赐拿督勋衔。

1960年，成立马来西亚李氏基金会。

1962年受新加坡元首邀请，出任新加坡大学的首任校长。并于6月12日举行典礼，正式就职。

1964年受马来西亚最高元首封赐丹斯里（PMN）高级勋衔。是少有获得该勋衔的新加坡人。同年，将其下所有南益集团的股权（48%），捐献给李氏基金。

1965年，设立香港李氏基金会。同年被诊断为肝癌。之後回中华人民共和国治病。治病期间，受中华人民共和国国务院总理周恩来的接见。

1967年，南益集团已有26间子公司，包括南益橡胶、华侨银行与大东方人寿保险。

1967年6月2日，丹斯里拿督李光前逝世，享年74岁。在遗嘱中阐明丧事从简。出殡当天，有来自各机构共5,000人送行，队伍长达二公里。长子李成义接任南益集团总裁兼李氏基金会主席。

## 紀念
父親李國專
- 新加坡
  - 李國專助學金（今李氏基金）[1][2]
  - 國專女校（今国专长老会中学（英语：Kuo Chuan Presbyterian Secondary School））[3]
- 中國福建
  - 南安市国专中心小学[4]

父子李國專與李光前
- 中國福建南安市梅山鎮
  - 国光中学光前堂[5]

李光前

| - 新加坡 - 新加坡國立大學 - 李光前翼樓 - 李光前自然歷史博物館 - 新加坡國立大學博物馆 - 李光前展厅 - 南洋理工大學李光前醫學院 - 新加坡管理大學李光前商學院 - 南洋大学（1980年并入新加坡国立大学） - 李光前数学研究所 - 李光前电脑中心，后升格为电脑系 - 李光前文物馆 - 国家图书馆李光前参考图书馆 - 中正中学光前堂 - 光前學校（今光華學校） - 南侨中学光前堂 - 新加坡书法家协会光前堂 | - 馬來西亞 - 柔佛 - 新山宽柔中学光前堂 - 麻坡中化中学光前堂 - 新山縣振林山明德華小光前堂 - 吉隆坡 - 隆雪华堂光前大礼堂 - 中华独立中学光前堂（礼堂） - 雪兰莪 - 李光前理工学院 - 马六甲 - 马六甲培风中学李光前图书馆 - 中國福建 - 南安市梅山鎮 - 李光前故居纪念馆 - 光前學村 - 光前公園 - 李光前塑像 - 廈門市廈門大學 - 建南大会堂李光前铜像 - 医学院李光前、陈爱礼伉俪塑像 - 泉州市光前医院 |

兒子李成義、李成智、李成偉
- 中國
  - 北京中國棋院[24]
    - 李成智图书馆
    - 李成智国际象棋基金
    - 李成智杯全国少年国际象棋冠军

  - 南安市梅山鎮
    - 成智大廈[25]
      - 李成智公眾圖書館[25][26]

  - 福建廈門市
    - 廈門大學 & 集美大學成義樓、成智樓、成偉樓、光前體育館[27]

## 后人
李成伟的儿子李迪士医生，加入金融业服务；2009年厦门大学聘任其为客座教授，也在美国杜克大学医学院并兼杜克—新加坡国立大学医学院的副教授，亦在新加坡中央医院当高级医师。李光前的其他孙子，一个曾在英文报当记者，听说一个曾在纽约开过计程车。总之，他们都在追逐个人的理想、做自己喜欢做的东西。

## 外部参考
- . 人民网. 人民日报.   [2009-07-30]. （原始内容存档于2013-12-22） （中文（中国大陆））.
- . 福建会馆属校学生之旅. 新加坡福建会馆.   [2009-07-30]. （原始内容存档于2009-05-27） （中文（中国大陆））.
- . Singapore Infopedia. 新加坡國家圖書館.   [2009-07-30]. （原始内容存档于2009-03-08） （英语）.